# Eliana
Eliana  è un nome proprio di persona italiano femminile.

## Varianti
- Ipocoristici: Liana[2]
- Maschili: Eliano[1][3][4]

### Varianti in altre lingue
- Catalano: Heliana, Eliana[5]
  - Maschili: Helià, Elià[5]
- Francese: Éliane[2][6]
- Inglese: Eliana, Elianna, Elliana[2]
- Latino: Aeliana[2][6]
  - Maschili: Aelianus, Elianus, Helianus[1][2][3]
- Portoghese: Eliana, Eliane[2]
- Spagnolo: Heliana, Eliana[2][5]
  - Maschili: Heliano, Eliano[5]

## Origine e diffusione
Si tratta probabilmente di un derivato di Aeliana, femminile di Aelianus, un cognomen scritto anche Elianus o Helianus, comune in epoca imperiale soprattutto tra persone di provenienza greca od orientale. Secondo alcune fonti è in effetti un nome di origine greca, da Αἰλιανός (Ailianós), variante di Ἡἰλιανός (Helianós), a sua volta tratto dal nome Ἥλιος (Hélios, letteralmente "sole", in italiano Elio). Altre fonti lo danno invece di origine latina, dal cognomen Aelius, tipico della gens Aelia e reso in italiano sempre come "Elio"; su questo cognomen le fonti sono a loro volta divise, e mentre alcune lo riconducono sempre al greco Ἥλιος, per altre questa sarebbe invece una paretimologia diffusa già tra i romani, mentre la vera origine sarebbe etrusca o anche semplicemente latina (da alius, "altro"). In qualsiasi caso "Eliana" è comunque un patronimico il cui significato è traducibile in italiano come "relativa ad Elio", "appartenente ad Elio", anche se alcune fonti lo interpretano invece come "creatura solare". 
In italiano moderno il nome è più comune al femminile, mentre la forma maschile è caduta un po' in disuso; negli anni 1970 si contavano 13 000 occorrenze di Eliana contro sole 1 200 di Eliano, entrambe forme diffuse principalmente al Centro-Nord. Va anche notato che questo nome coincide con un l'ebraico אֶלִיעַנָה (Eliana), che significa "il mio Dio ha risposto".

## Onomastico
L'onomastico si può festeggiare in memoria di più santi, alle date seguenti:
- 22 luglio, sant'Eliano, martire in a Massylis o Marula, in Numidia[1][8]
- 11 agosto o 28 novembre, sant'Eliano, martire a Filadelfia (oggi Amman in Giordania)[9][10]
- 18 agosto, santa Eliana, vergine e martire ad Amasea[1]
- 5 ottobre, sant'Eliano, vescovo di Cagliari[11][12]

## Persone
- Eliana Bouchard, attrice italiana
- Eliana Giorli La Rosa, sindacalista e politica italiana
- Eliana Lupo, attrice, doppiatrice e direttrice del doppiaggio italiana
- Eliana Miglio, attrice, ex modella e conduttrice televisiva italiana
- Eliana Patelli, maratoneta italiana

### Variante Eliane
- Eliane Brum, giornalista, scrittrice e documentarista brasiliana
- Eliane Coelho, soprano brasiliano
- Eliane Elias, pianista, cantante e compositrice brasiliana
- Eliane Giardini, attrice brasiliana
- Eliane Karp, antropologa francese
- Eliane Montel, chimica e fisica francese
- Eliane Müller, cantante svizzera

### Variante Éliane
- Éliane de Meuse, pittrice belga
- Éliane Radigue, compositrice francese
- Éliane Saholinirina, mezzofondista e siepista malgascia
- Éliane Tillieux, politica belga
- Éliane Vogel-Polsky, giurista belga

### Variante maschile Eliano
- Eliano Tattico, scrittore greco antico
- Claudio Eliano, filosofo e scrittore romano
- Eliano Fantuzzi, pittore italiano

## Il nome nelle arti
- Eliana è il titolo di una poesia di Gabriele D'Annunzio, contenuta nella raccolta I sonetti delle fate.
- Eliana è un personaggio del romanzo di François Barcelo Agenor, Agenor, Agenor e Agenor.